# Cidade de Carmel

Localização da Cidade Carmel

A Cidade de Carmel (em hebraico:  עִיר הַכַּרְמֶל, Ir HaKarmel; em árabe: مدينة الكرمل Madīnat al-Karmel) é uma cidade israelita do distrito de Haifa, localizada em volta do Monte Carmel. A Cidade de Carmel foi fundada em 2003, através da fusão das cidades drusas Daliyat al-Karmel e Isfiya. Segundo a estatística de 2007 a cidade tem 24.900 habitantes.